# 托尼·涅米宁
托尼·涅米宁（芬蘭語：Toni Nieminen，1975年5月31日—），芬兰男子跳台滑雪运动员。他曾代表芬兰参加1992年和2002年冬季奥林匹克运动会跳台滑雪比赛，共收获两枚金牌和一枚铜牌。